# Kylänlahti järnvägsstation
Kylänlahti järnvägsstation är en järnvägsstation i Kylänlahti by i Lieksa stad, i landskapet Norra Karelen i Finland. Stationen ligger vid Joensuu–Kontiomäki-banan. Vid stationen stannar dagligen alla regionaltåg mellan Joensuu och Nurmes.
Stationen öppnades år 1910. Stationsbyggnaden ritades av Thure Hellström.